# Lili Milani

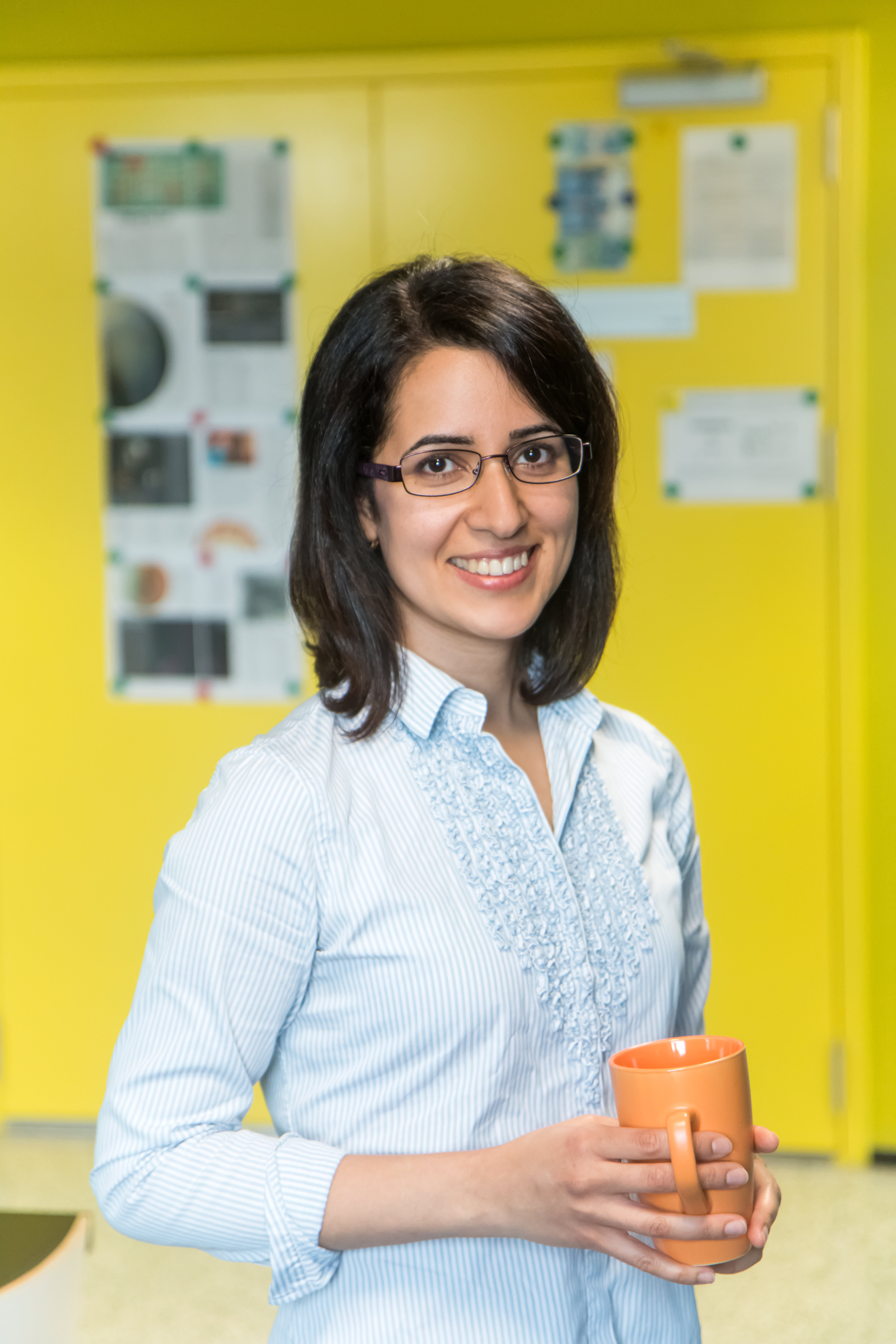
Lili Milani (2016)

Lili Milani (* 27. November 1981 in Schweden) ist eine estnische Pharmakogenetikerin und Hochschullehrerin an der Universität Tartu und Direktorin der estnischen Gendatenbank.

## Leben
Milani als Tochter iranischer Immigranten in Schweden, wo ihr Vater als Hochschullehrer in Physik unterrichtete, geboren. 1994 wechselte ihr Vater an die Technische Universität Tallinn und die Familie folgte ihm nach Estland nach. Lili Milani besuchte fortan in Estland die Schule und nach ihrem Abschluss die Universität. Ab 2000 studierte sie Gentechnik an der Universität Tartu. Während ihres Studium war sie als wissenschaftliche Hilfskraft am Lehrstuhl für Pathologische Anatomie und Gerichtsmedizin tätig. Ihr Studium schloss sie 2004 mit dem Erwerb des Bachelor of Science ab. Anschließend war sie als Promotionsstudentin an der Universität Uppsala tätig. Parallel dazu war sie als Forschungsassistentin a der WCN SNP Genotyping Unit beschäftigt. In Uppsala wurde sie 2009 zur PhD promoviert. Anschließend verblieb sie als Postdoktorandin in Uppsala. Nach einer Elternzeitunterbrechung kehrte Milani 2010 als Postdoktorandin an die Universität Tartu zurück und arbeitete gleichzeitig an der dort angesiedelten estnischen Gendatenbank. Ab 2011 leitete sie bei der Gendatenbank die Sequenzierungs- und Genotypisierungs-Abteilung. Nach einer kurzzeitigen erneuten Tätigkeit an der Universität Uppsala als Assistenzprofessorin kehrte sie 2018 wieder nach Tartu zurück, wo sie die Leitung der Gendatenbank und eine Forschungsprofessur an der Universität übernahm. 2021 wurde sie zur ordentlichen Professorin für Pharmakogenetik ernannt.

## Forschung
Milanis Forschungsschwerpunkte liegen im Bereich der Epigenetik und der Pharmakogenetik. Insbesondere erforscht sie den Einfluss genetischer Variationen auf den Medikamentenstoffwechsel und die Einhaltung von Verschreibungen. Dabei forscht sie zur Medikamentenadhärenz und zur Entstehung von unerwünschten Arzneimittelwirkungen. Sie ist an Forschungsprojekten beteiligt, die sich mit der Prävention und Behandlung von Herz-Kreislauf-Erkrankungen und psychischen Störungen beschäftigen.